# Movimento Repubblicano e Cittadino
Il Movimento Repubblicano e Cittadino (in francese Mouvement Républicain et Citoyen, MRC) è un partito politico francese fondato nel 2003 da Jean-Pierre Chevènement come prosecuzione del Movimento dei Cittadini (Mouvement des Citoyens), costituitosi nel 1993 sulle istanze del Centro di studi, di ricerche e d'educazione socialista (Centre d'études, de recherches et d'éducation socialiste, CERES), nato nel 1966.
Il MRC si caratterizza come una forza di sinistra repubblicana, contraria al sistema economico e culturale "liberale" e attenta alla sovranità ed unità della Repubblica francese, quale principale elemento di garanzia democratica. Il MRC, pertanto, si impegna contro il processo di integrazione europea, contro le organizzazioni internazionali che limitino la sovranità francese e contro un processo di federalismo intrastatuale.

## Storia

### Il CERES
Il MRC si pone quale naturale evoluzione del Centro di studi, di ricerche e d'educazione socialista (Centre d'études, de recherches et d'éducation socialiste, CERES), fondato nel 1966 dallo stesso Chevènement, da Alain Gomez, Didier Motchane, Pierre Guidoni et Georges Sarre. Il CERES si pose subito come la componente di sinistra del movimento socialdemocratico. Scopo del Centro era quello di dar vita ad una transizione al socialismo, ponendosi in una strada intermedia tra la Sezione Francese dell'Internazionale Operaia(socialisti) ed il Partito Comunista Francese. IL CERES si pose sostanzialmente nella stessa posizione politica del Partito Socialista Unitario, dal quale però lo differenzierà l'idea di Stato ed il rapporto con il Partito Socialista. Infatti nel 1971 il CERES aderì al nascente Partito Socialista, nato dalla confluenza tra SFIO e due partiti socialisti minori. Nel 1986 il CERES cambiò il proprio nome in Socialismo e Repubblica (SR). Nel 1993, dopo la spaccatura con il PS per la partecipazione alla Guerra del Golfo ed in vista del referendum sul Trattato di Maastricht, SR dette vita ad un nuovo soggetto politico, il Movimento dei cittadini (MDC).

### Il Movimento dei Cittadini
Alle elezioni europee del 1994, il MDC costituì la lista elettorale Altra politica, che raccoglieva repubblicani socialisti, comunisti, radicali e gollisti. Ap raccolse il 2,6% dei voti. Alle politiche del 1997 MDC si presentò con la coalizione Sinistra plurale, che raccoglieva PS, PCF, Verdi e Partito Radicale di Sinistra. La sinistra riuscì a giungere al governo e Chevènement fu nominato ministro dell'Interno. Nel 2001, però, Chevènement abbandonò il suo incarico di governo per protesta contro il progetto del primo ministro Lionel Jospin di assicurare maggiore autonomia alla Corsica. 
Nel 2002 Chevènement si candidò alle presidenziali come candidato del Polo repubblicano, che raccoglieva, come l'Altra politica, repubblicani di destra e di sinistra. Chevènement ottenne un buon 5,4% dei voti, contribuendo, insieme ai vari candidati dei partiti minori di sinistra, all'esclusione di Jospin dal ballottaggio con Jacques Chirac, a favore del nazionalista Jean-Marie Le Pen, che superò il candidato socialista di appena lo 0,7% dei voti. Dopo le presidenziali il Polo venne abbandonato dai repubblicani "di destra" che non condivisero il tentativo di Chevènement di posizionare l'intera alleanza sui valori del MDC. Il Polo allora si trasformò in una confederazione che comprendeva, oltre al MDC: Unione dei radicali repubblicani, Unione gollista, Unione dei giovani repubblicani e Circoli dell'Unione (entrambi provenienti dall'UDF), Viva la Repubblica. Alle politiche, svoltesi nello stesso 2002, il Polo, però, non superò il 2% dei voti.

### Dal 2003 ad oggi

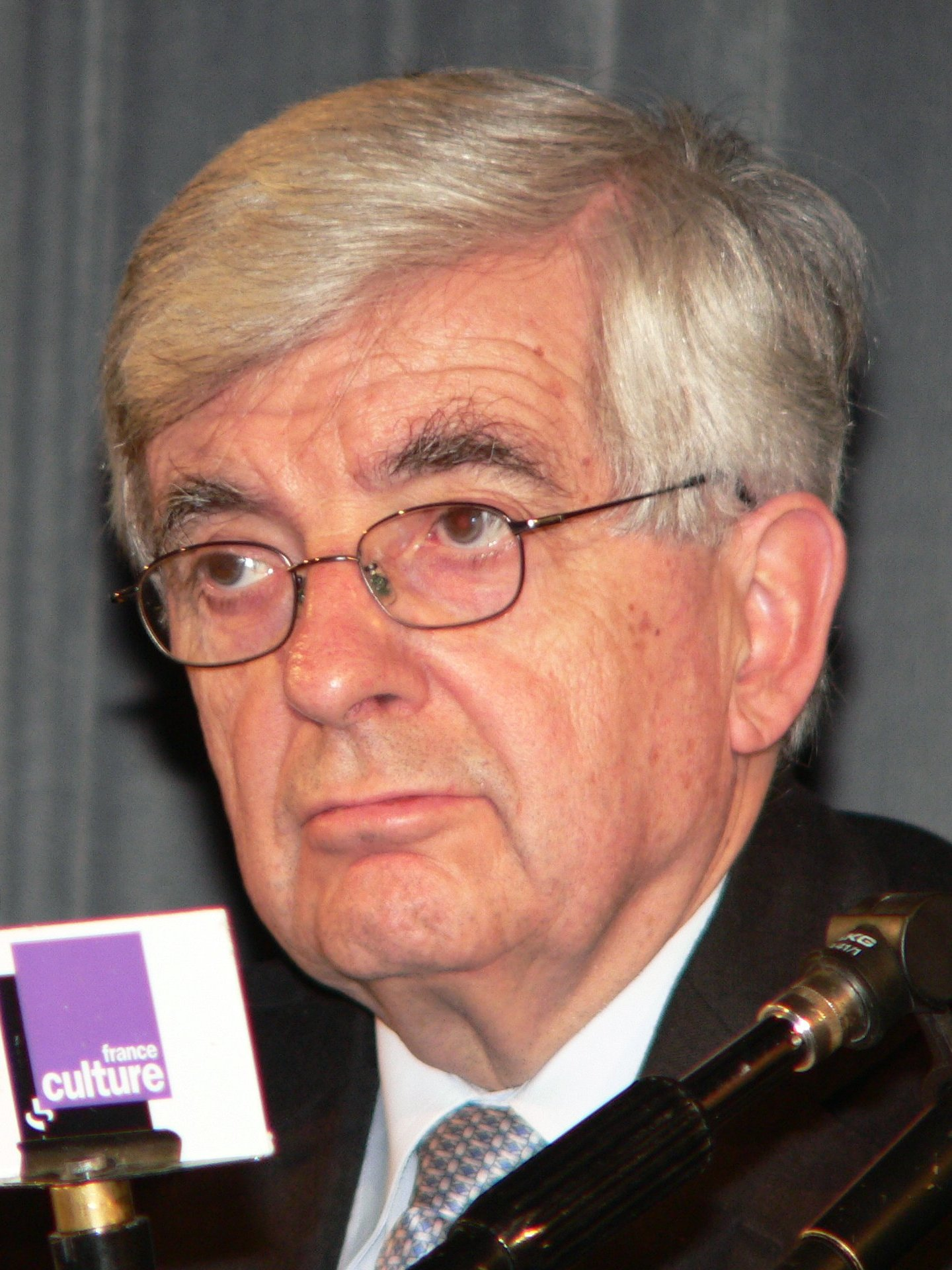
Jean-Pierre Chevènement

Nel 2003 il MDC si è trasformato in MRC. L'anno successivo, però, il Polo repubblicano si sciolse perché gli altri movimenti aderenti avevano scelto una linea di indipendenza da entrambi gli schieramenti politici. I congressi del MRC del 2004 e 2006 hanno, invece, ribadito la volontà del partito di perseguire un "repubblicanesimo di sinistra", nonostante la persistente volontà di presentare una propria candidatura alle presidenziali del 2007. Nel 2005, il MRC è stato tra i principali sostenitori del "no" al referendum che ha bocciato il Trattato di Convenzione Europea.
Alle elezioni presidenziali del 2007 il MRC ha sostenuto la candidata socialista Ségolène Royal, che, però, è risultata sconfitta al secondo turno dal conservatore Nicolas Sarkozy (UMP).
Alle politiche del 2007 il MRC si è accordato con il Partito Socialista. Il PS si è impegnato a sostenere dieci candidati del MRC, tra cui Chevènement, in altrettanti collegi, mentre il MRC non avrebbe presentato propri candidati nei collegi dove era uscente un deputato del PS. Ciò nonostante Chevènement non è riuscito ad essere eletto deputato.
Alle Elezioni presidenziali in Francia del 2012 il partito sostiene il candidato socialista François Hollande che supera il primo turno grazie al 28,6% dei voti contro il 27,1% del presidente uscente Nicolas Sarkozy.

## Presidenti
- Jean-Pierre Chevènement (2008–2010)
- Jean-Luc Laurent (2010–2024)
- Thierry Cotelle (dal 2024)